# Albert Mühlwerth
Albert Mühlwerth (8. dubna 1862 Terst – 14. října 1934 Kremže) byl rakouský právník a politik, na počátku 20. století poslanec Říšské rady.

## Biografie
Vychodil základní školu a gymnázium a vystudoval práva na univerzitě ve Štýrském Hradci. V letech 18831886 působil jako auskultant ve státních službách, pak coby právní zástupce v Kremži. Byl předsedou Německého spolku v Kremži.
Na počátku 20. století se zapojil i do celostátní politiky. Ve volbách do Říšské rady roku 1907, konaných poprvé podle všeobecného a rovného volebního práva, získal mandát v Říšské radě (celostátní zákonodárný sbor) za obvod Čechy 90. Usedl do poslaneckého klubu Německý národní svaz, v jehož rámci reprezentoval Německou radikální stranu. Mandát obhájil ve volbách do Říšské rady roku 1911 za týž obvod. Zasedal opět za německé radikály v Německém národním svazu. Ve vídeňském parlamentu setrval do zániku monarchie.Profesně byl k roku 1907 uváděn jako advokát.
Po válce zasedal v letech 1918–1919 jako poslanec Provizorního národního shromáždění Německého Rakouska (Provisorische Nationalversammlung).